# Athamanta vayredana
Athamanta vayredana là một loài thực vật có hoa trong họ Hoa tán. Loài này được (Font Quer) C.Pardo mô tả khoa học đầu tiên năm 1981.